# Łupowo (województwo warmińsko-mazurskie)
Łupowo (dawniej Wappendorf) – wieś w Polsce położona w województwie warmińsko-mazurskim, w powiecie szczycieńskim, w gminie Dźwierzuty. W latach 1975–1998 miejscowość administracyjnie należała do województwa olsztyńskiego.
Wieś o układzie owalnicy, z zachowaną historyczną zabudową. Murowana szkoła wybudowana została w drugiej połowie XIX. Zachowała się także stara kuźnia. 
Wieś wymieniana w dokumentach już w 1388 r. jako dwór należący do dóbr wildenowskich. Później osada związana była z folwarkiem w Dźwierzutach.